# Reimoserius reimoseri
Reimoserius reimoseri is een hooiwagen uit de familie Cosmetidae. De originele naamcombinatie (protoniem) was Metarhaucus reimoseri Roewer, 1933. Een volgende naamrecombinatie werd gepubliceerd als Reimoserius reimoseri (Roewer, 1933) in Medrano, García & Kury 2022. 
In oudere schema's kan het geslacht worden toegewezen aan onderfamilie Cosmetinae, maar in moderne studies is het zonder plaatsing.